# 孔子标准像

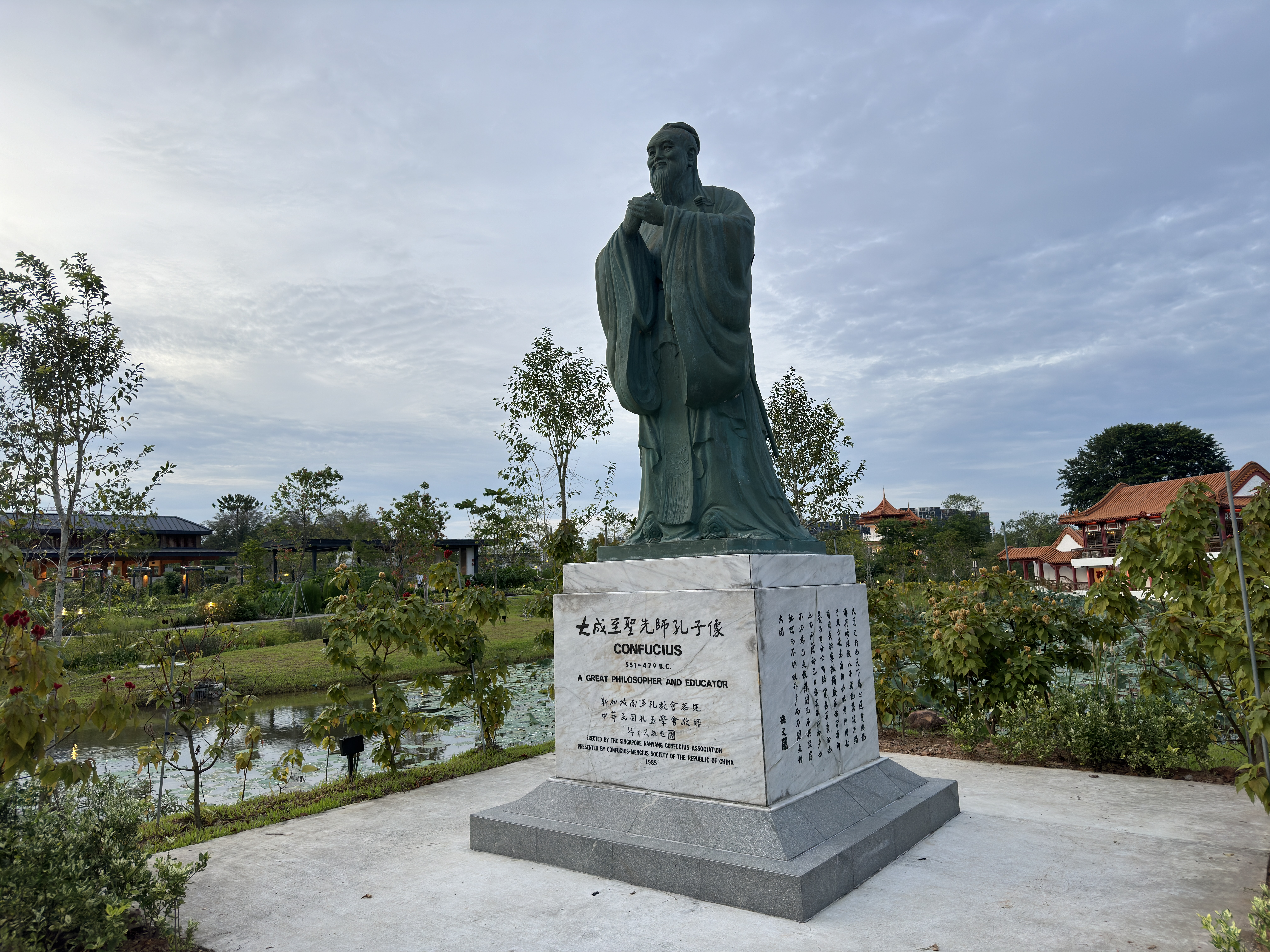
中華民國孔孟學會于1985年贈送新加坡南洋孔教會的孔子标准像，現置於新加坡裕華園。（2024年12月摄）

孔子標準像為一雕塑像。中國孔子基金會於2006年9月發布孔子標準像，該像以唐朝名畫家吳道子所畫孔子畫像為基準，再委由山東工藝美術學院教授胡希佳修改塑造雕塑作品。其重點為加入山東人相貌特徵，而其標準像最主要目的為塑造統一孔子形象，以利於樹立世界範圍內公認的孔子形象。
雖孔子標準像制定與發布受到中國官方支持，不過仍有不少異議。其不贊同者認為，原有吳道子繪像即為孔子標準像，並無另立其他標準像必要，除此，該塑像收取智財權費用的做法也頗受爭議，甚至有部分學者稱之為「文化暴力」。
唐代吳道子所繪孔子像是至今流行的主流版本。
1986年，中華民國中華孔孟學會繪製孔子像，並稱其為“統一孔子像”
2006年，中華人民共和國孔子基金會繪製孔子像，並稱其為“孔子标准像”